# Bab'Aziz, le prince qui contemplait son âme
Pour plus de détails, voir Fiche technique et Distribution.
Bab'Aziz, le prince qui contemplait son âme, parfois abrégé en Bab'Aziz, est un film co-produit par la Tunisie, l'Iran, la Suisse, la Hongrie, la France, l'Allemagne et le Royaume-Uni. Réalisé par le réalisateur tunisien Nacer Khémir, il est sorti en 2005.
Il s'agit du dernier film d'une trilogie initiée par Les Baliseurs du désert (1984) et continuée par Le Collier perdu de la colombe (1991).

## Synopsis
La jeune Ishtar accompagne son grand-père (Bab'Aziz) dans le désert pour se rendre à une réunion de derviches qui n'a lieu que tous les trente ans. Pour Bab'Aziz, il s'agit en fait d'aller rejoindre sa tombe, délimitée par un carré de cailloux. Mais le vieil homme est une source de contes et de légendes, et le parcours sera l'occasion de rencontres et de récits de destinées multiples, un peu comme dans les Mille et Une Nuits,.

## Fiche technique
Sauf indication contraire, les informations mentionnées dans cette section peuvent être confirmées par la base de données cinématographiques Unifrance,  présente dans la section « Liens externes ».
- Réalisation : Nacer Khémir
- Production : Cyriac Auriol et Alireza Shoojanoori
- Scénario : Nacer Khémir, Tonino Guerra
- Photographie : Mahmoud Kalari
- Musique : Armand Amar
- Pays d'origine :  Tunisie /  Iran /  Suisse /  Hongrie /  France /  Allemagne /  Royaume-Uni
- Langue : Arabe et persan
- Format :
- Genre : drame
- Durée : 96 minutes

## Distribution
- Parvis Shaminkhou : Bab'Aziz
- Maryam Hamid : Isthar
- Nessim Khaloul : Zaid
- Mohamed Grayaâ : Osman
- Golshifteh Farahani : Nour[3]

## Film transnational
Le film n'a pu voir le jour qu'après dix années de recherche de financement. À l'initiative du producteur français Cyriac Auriol, il a fallu trouver des partenaires tunisien, iranien, allemand, belge, suisse, néerlandais et hongrois. Le producteur allemand a imposé Tonino Guerra comme co-scénariste, même si son influence est symbolique, le film restant conforme au scénario initial. Sont sélectionnés des acteurs iraniens, tunisiens et algériens notamment. Le film est tourné en Tunisie et en Iran.

## Distinctions
Le film est récompensé dans plusieurs festivals :
- Festival du film de Fajr 2005 : Crystal Simorgh
- Festival international du film de Mascate 2006 : Golden Dagger
- Festival international du film de Kazan (en) : meilleur long métrage[4]